# Cotechino

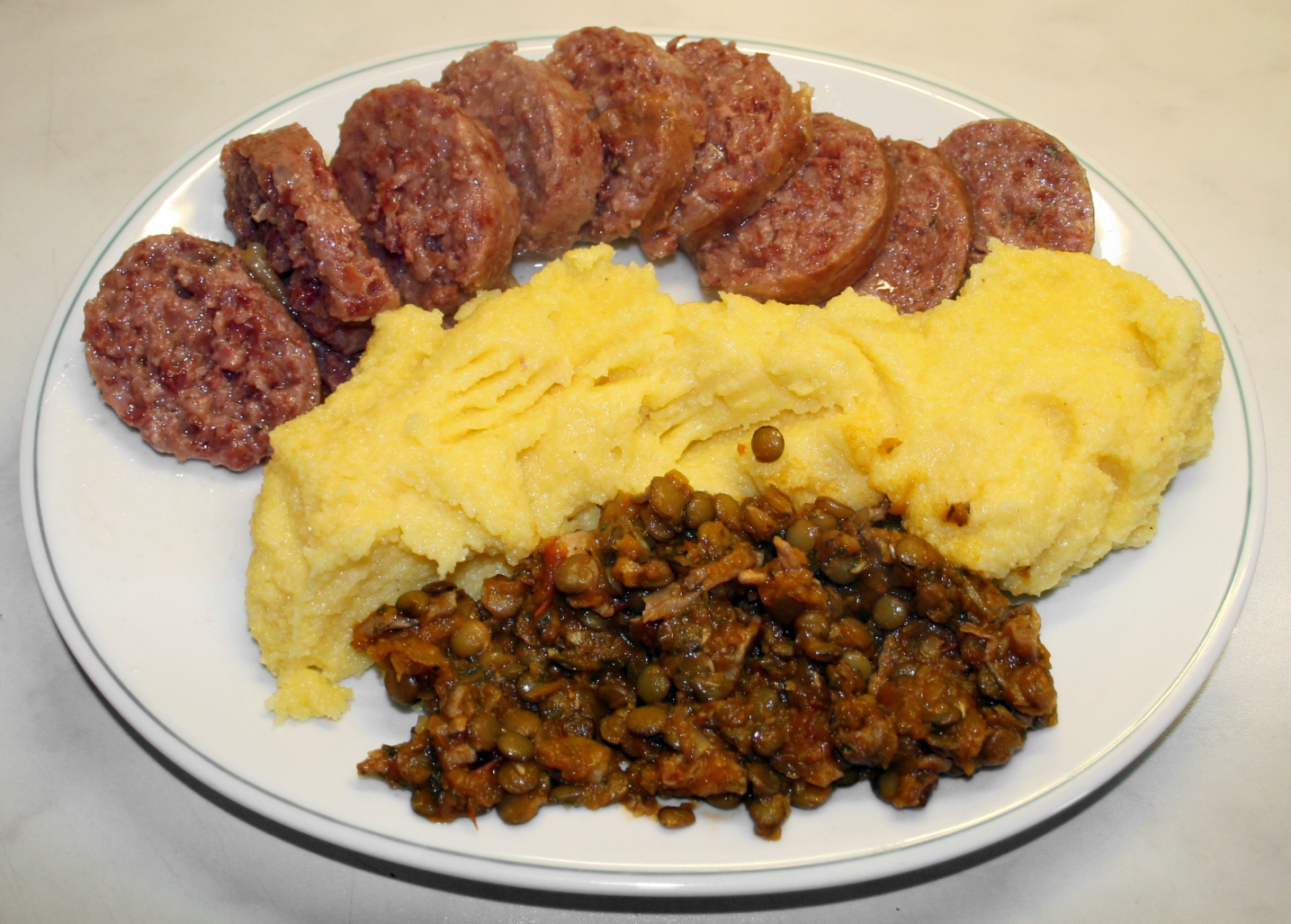
Cotechino mit Polenta und Linsen

Cotechino (von italienisch cotenna, „Schwarte“) ist eine kräftig gewürzte, italienische Rohwurst aus Schweinefleisch. Als Cotechino Modena ist sie in der Europäischen Union seit 1999 ein Produkt mit geschützter geographischer Angabe (g.g.A., italienisch IGP).
Zur Herstellung werden Schweinenacken, Schweinskopf, mageres Schweinefleisch und Schwarte mittelfein gehackt, mit Salz und Pfefferkörnern gewürzt, in Schweinedärme gefüllt und im Holzofen getrocknet sowie zugleich leicht gegart.
Zum Verzehr wird der leicht verderbliche Cotechino gekocht. Dazu wird er rundherum eingestochen und etwa zwei bis drei Stunden bei milder Hitze in Wasser garziehen gelassen. Cotechino ist Bestandteil des Bollito misto.
Wie der Zampone wird er in Italien insbesondere zur Jahreswende mit Linsen und Kartoffelpüree oder Polenta gegessen.